# 1932 w sztukach plastycznych

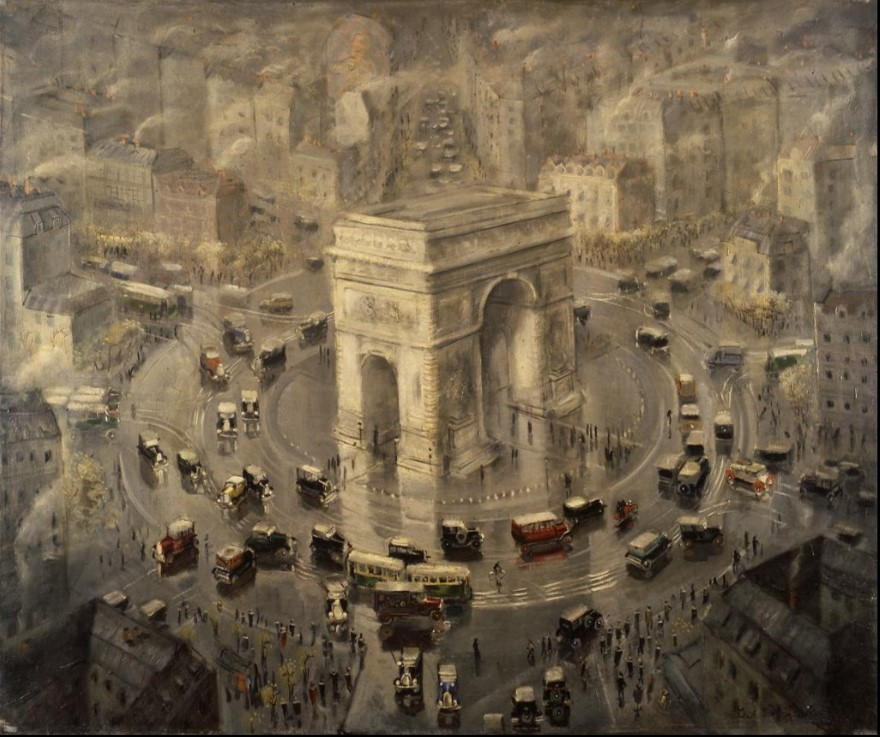
Aleksander Jędrzejewski Paryż

Wydarzenia w sztukach plastycznych i wizualnych w 1932 roku.

## Malarstwo
- Salvador Dalí

Smażone jajka na talerzu bez talerza
Antropomorficzny chleb – Kataloński chleb
Niewidoczna, doskonała i średnia harfa
- Aleksander Jędrzejewski

Paryż (ok. 1932) – olej na płótnie, 96×113 cm
- Stefan Norblin

Portret Eugeniusza Kaczmarskiego
- Pablo Picasso

Dziewczyna przed lustrem

## Urodzeni
- Janusz Halicki (zm. 2010), polski grafik, malarz, twórca ekslibrisów
- Henryk Baranowski (zm. 2005), polski malarz marynista
- 4 lutego – Shigeo Fukuda (zm. 2009), japoński grafik, plakacista i rzeźbiarz
- 9 lutego – Gerhard Richter, niemiecki malarz
- 20 lipca – Nam June Paik (zm. 2006), amerykański artysta pochodzenia koreańskiego
- 14 października – Wolf Vostell (zm. 1998), niemiecki rzeźbiarz, malarz, twórca happeningów
- 14 listopada – Zbigniew Gostomski (zm. 2017), polski malarz i fotograf
- 22 grudnia – Marian Owczarski (zm. 2010), polski rzeźbiarz, konserwator

## Zmarli
- Ramon Casas (ur. 1866), hiszpański malarz
- Boris Schatz (ur. 1867), żydowski artysta, malarz i rzeźbiarz
- Helena Unierzyska (ur. 1867), polska malarka i rzeźbiarka
- Theo Alice Ruggles Kitson (ur. 1871), amerykańska rzeźbiarka
- 6 lutego - Hermann Ottomar Herzog (ur. 1832),  amerykański malarz niemieckiego pochodzenia
- 19 marca - Georg Dehio (ur. 1850), niemiecki historyk sztuki
- 19 lipca - Louis Maurer (ur. 1832), niemiecki litograf
- 1 sierpnia – Nándor Katona (ur. 1864), węgierski malarz
- 23 września - Jules Chéret (ur. 1836), francuski malarz i grafik
- 1 listopada – Tadeusz Makowski (ur. 1882), polski malarz
- 18 listopada – Zdzisław Jasiński (ur. 1863), polski malarz, rysownik, akwarelista
- 21 grudnia – Karol Stryjeński (ur. 1887), polski architekt, rzeźbiarz